# La Chatte sur un toit brûlant
Pour les articles homonymes, voir La Chatte sur un toit brûlant (homonymie).
La Chatte sur un toit brûlant (Cat on a Hot Tin Roof) est une pièce de théâtre de Tennessee Williams créée à Broadway en 1955 dans une mise en scène d'Elia Kazan puis en France l'année suivante dans une mise en scène de Peter Brook et en espéranto en 1989 lors du congrès mondial à Brighton par la troupe Kia koincido (eo). Elle a notamment été adaptée au cinéma par Richard Brooks en 1958 sous le même titre.

## Argument
Déprimé, Brick a passé les dernières années à boire, tout en résistant à l'affection de sa femme, qui le raille de l'héritage de la richesse de son père Big Daddy. Cela a abouti à un mariage évidemment tempétueux - il y a des spéculations sur la raison pour laquelle Maggie n'a pas encore d'enfant alors que le frère de Brick, Gooper, et sa douce épouse, Mae, ont de nombreux enfants désagréables.
Big Daddy et Big Mama arrivent à la maison de l'hôpital via leur avion privé et sont salués par Gooper et sa femme - et tous leurs enfants - avec Maggie. Malgré les efforts de Mae, Gooper et de leurs enfants pour attirer leur attention sur eux, Big Daddy n'a d'yeux que pour Maggie. La nouvelle est que Big Daddy ne mourra pas de son cancer. Cependant, le médecin rencontre plus tard en privé tout d'abord Gooper puis Brick et révèle que c'est un mensonge. Big Daddy a un cancer inopérable et mourra probablement dans l'année, et la vérité lui est cachée. Brick plus tard confie à Maggie la vérité sur la santé de Big Daddy et elle a le cœur brisé. Maggie veut que Brick s'intéresse à son père - pour des raisons égoïstes et désintéressées, mais Brick refuse obstinément.
Alors que la fête se calme pour la nuit, Big Daddy rencontre Brick dans sa chambre et révèle qu'il est excédé par le comportement de son fils alcoolique, exigeant de savoir pourquoi il est si têtu. À un moment donné, Maggie se joint à eux et révèle ce qui s'est passé quelques années auparavant, la nuit où le meilleur ami et coéquipier de football de Brick, Skipper, s'est suicidé. Maggie était jalouse de Skipper parce qu'il avait plus d'attentions de Brick et dit que Skip était perdu sans Brick à ses côtés. Elle a décidé de ruiner leur relation « par tous les moyens nécessaires », dans l'intention de séduire Skipper et de mettre en doute sa fidélité envers son mari. Cependant, Maggie s'est enfuie sans avoir réalisé son plan. Brick avait blâmé Maggie pour la mort de Skipper, mais il se reproche de ne pas avoir aidé Skipper quand il a téléphoné à plusieurs reprises à Brick dans un état hystérique.
Après une dispute, Brick laisse entendre à son père qu'il va mourir du cancer et que cet anniversaire sera son dernier. Secoué, Big Daddy se retire dans le sous-sol. Pendant ce temps, Gooper, qui est avocat, et sa femme discutent avec Big Mama au sujet de l'entreprise de coton de la famille et du testament de Big Daddy. Brick descend dans le sous-sol, un labyrinthe d'antiquités et de biens familiaux cachés. Lui et Big Daddy se confrontent avant une grande évocation de Brick de ses jours de gloire en tant qu'athlète, et finalement parviennent à une certaine réconciliation.
Le reste de la famille commence à crouler sous la pression, Big Mama ressortant comme un personnage fort. Maggie dit qu'elle aimerait donner à Big Daddy son cadeau d'anniversaire : l'annonce de sa grossesse. Après que la jalouse Mae traite Maggie de menteuse, Big Daddy et Brick la défendent, même s'ils savent que l'annonce n'est probablement pas vraie. Même Gooper finit par admettre : « Cette fille porte la vie en elle, d'accord. » Maggie et Brick se réconcilient, et les deux s'embrassent, avec l'implication qu'ils vont faire l'amour, ce qui pourrait faire que le « mensonge » de Maggie devienne « la vérité. »

## Versions

### Version Broadway, New York (1955)
- Mise en scène : Elia Kazan
- Distribution :
  - Barbara Bel Geddes : Maggie, Margaret Pollitt
  - Jack Lord: Brick Pollitt
  - Burl Ives : Big Daddy, Harvey Pollitt
  - Pat Hingle : Gooper Pollitt
  - Madeleine Sherwood : Mae Flynn Pollitt

### Version Royal National Theatre, Londres (1988)
- Mise en scène : Howard Davies
- Distribution :
  - Ian Charleson
  - Lindsay Duncan
  - Barbara Leigh-Hunt
  - Eric Porter

### Version Kia koincido, Brighton (1989)
- Mise en scène en espéranto : Ian Jackson (eo)
- Distribution :
  - Judith Jackson (eo) : Maggie
  - Thomas Pusch (eo) : Brick
  - Elsbeth Wielgus (eo) : Big Mama
  - Martin Haase : Big Daddy

### Version Broadway, New York (2013)
- Mise en scène : Rob Ashford (en)
- Distribution :
  - Scarlett Johansson : Maggie, Margaret Pollitt
  - Benjamin Walker : Brick Pollitt
  - Ciarán Hinds : Big Daddy, Harvey Pollitt
  - Emily Bergl : Mae Flynn Pollitt
  - Debra Monk : Big Mama, Ida Pollitt

## Distinctions
- Tony Awards 1956[1]
  - Nommé pour le Tony Award de la meilleure pièce
  - Nommé pour le Tony Award de la meilleure actrice dans une pièce pour Barbara Bel Geddes
  - Nommé pour le Tony Award du meilleur metteur en scène pour Elia Kazan
  - Nommé pour le Tony Award des meilleurs décors
- Prix Pulitzer de l'œuvre théâtrale

## Adaptation au cinéma
- Mise en scène : Richard Brooks
- Distribution :
  - Elizabeth Taylor : Maggie, Margaret Pollitt
  - Paul Newman : Brick Pollitt
  - Burl Ives : Big Daddy, Harvey Pollitt
  - Jack Carson : Gooper Pollitt
  - Madeleine Sherwood : Mae Flynn Pollitt
  - Judith Anderson : Big Mama, Ida Pollitt
  - Vaughn Taylor : Deacon Davis
  - Larry Gates : Dr Baugh